# Vol Birgenair 301
Le 6 février 1996, le vol Birgenair 301, un vol charter international assuré par un Boeing 757 de la compagnie turque Birgenair entre l'aéroport international Gregorio-Luperón, en République dominicaine, et l'aéroport de Francfort-Rhein/Main, en Allemagne, avec plusieurs escales prévues à Gander (Canada) et Berlin, s'est écrasé en mer peu après son décollage de Puerto Plata. Les débris de l'appareil seront retrouvés quelques heures plus tard dans l'océan. La totalité des 176 passagers (167 allemands et 9 polonais) et 13 membres d'équipage présents à bord ont trouvé la mort dans la catastrophe.
Avec un bilan de 189 victimes, c'est l'accident aérien le plus meurtrier impliquant un Boeing 757, ainsi que la pire catastrophe aérienne jamais survenu en République dominicaine.

## Avion

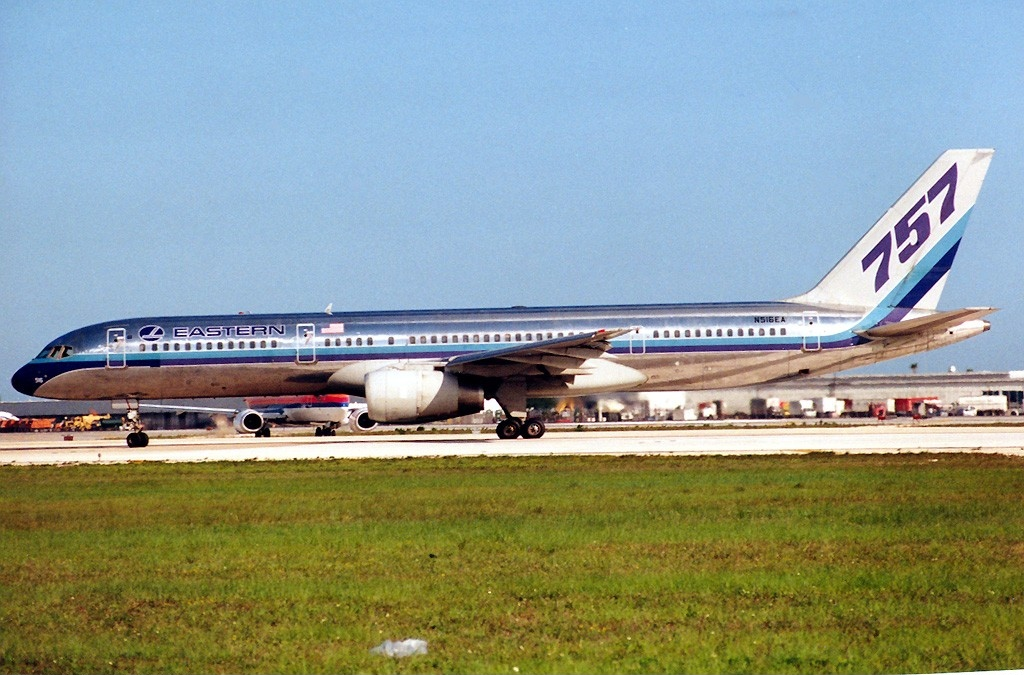
L'appareil impliqué dans l'accident, ici en juin 1990, alors qu'il opérait pour Eastern Air Lines.

L'appareil impliqué était un Boeing 757-225 âgé de 12 ans, immatriculé TC-GEN (numéro de série 22206/31). Ce biréacteur moyen-courrier a effectué son vol inaugural le 3 février 1984, et a été initialement livré à Eastern Air Lines le 26 février 1985 et immatriculé N516EA. Il est propulsé par deux moteurs Rolls-Royce RB211-535E4. 
Après la faillite et la liquidation ultérieure d'Eastern Air Lines en 1991, l'avion a été stocké à l'aéroport et port spatial de Mojave pendant plus d'un an. Il a ensuite été racheté par Aeronautics Leasing en avril 1992, puis loué à la compagnie aérienne canadienne Nationair en mai 1992, et est resté en service au sein de la compagnie aérienne jusqu'à sa faillite l'année suivante. Il a été loué à nouveau en juillet 1993 à Birgenair, qui l'a exploité jusqu'au jour de l'accident.

## Passagers et personnel navigant

### Pilotes
Le commandant de bord est Ahmet Erdem, il est de de nationalité turque, est âgé de 62 ans et a une excellente réputation au sein de la compagnie aérienne. Il totalise en effet 24 750 heures de vol, dont 1 875 sur Boeing 757. 
Le copilote est Aykut Gergin, âgé de 34 ans. Il compte 3 500 heures de vol, mais seulement 71 heures aux commandes d'un 757.
Étant donné la longueur du vol, il y avait également un pilote de relève, Muhlis Evrenesoğlu (51 ans), qui, lui, totalisait 15 000 heures de vol à son actif, mais seulement 121 sur 757.

### Passagers et membres d'équipage
L'équipage était composé de 11 Turcs et de 2 Dominicains. La plupart des passagers étaient allemands, de retour de vacances programmées via la société de voyages Oger Tours. 
| Nationalité            | Passagers | Equipage | Total |
| ---------------------- | --------- | -------- | ----- |
| Allemagne              | 167       | 0        | 167   |
| Turquie                | 0         | 11       | 11    |
| Pologne                | 9         | 0        | 9     |
| République dominicaine | 0         | 2        | 2     |
| Total                  | 176       | 13       | 189   |

## Circonstances de l'accident
Le vol 301 décolle de Puerto Plata vers minuit par la piste située face à la mer. La destination finale de l'avion est Francfort, en Allemagne, mais une escale à Gander, au Canada, est nécessaire pour refaire le plein de kérosène. Alors que l'équipage n'a émis aucun appel de détresse, l'avion disparaît des radars quelques minutes après le décollage. Les secours localiseront plusieurs heures après le crash, les restes de l'avion flottant à la surface de l'océan. Personne n'a été témoin de l'accident.

## Enquête
La DGAC de la République dominicaine se saisit de l'enquête qui s'annonce compliquée. L'épave de l'appareil se trouve en effet par plus de 2 200 m de fond. La DGAC de République dominicaine demande donc de l'aide à la Federal Aviation Administration (FAA) et au Conseil national de la sécurité des transports (NTSB) pour supporter les frais du renflouement qui s'élèvent à plusieurs millions de dollars. 21 jours après le crash, un navire américain établit à l'aide d'un sonar une cartographie précise des restes de l'appareil sur le fond marin. Le lendemain, un sous-marin peut ainsi remonter les boîtes noires en moins de deux heures en se guidant sur leur émission radio.
L'analyse de celles-ci permit de démontrer que l'avion fonctionnait parfaitement jusqu'au crash. La seule anomalie était la vitesse de l'avion qui ne cadrait pas avec les autres paramètres. De toute évidence, la vitesse indiquée au commandant était fausse et a également faussé les réactions du pilote automatique qui ne se base que sur l'indicateur de vitesse du commandant. Seul l'indicateur de vitesse du copilote fonctionnait correctement.
Il est utile de préciser que l'équipage peut décider sur quelles indications de vol le pilote automatique peut se brancher. Si le commandant de bord avait bien interprété l'anomalie, il aurait pu basculer le pilote automatique sur les indications du copilote.

### Instruments de bord et vitesse
Sur les 757, deux ordinateurs, appelés ADC, permettent d'indiquer la vitesse. L'un est situé à gauche, pour le commandant de bord, et l'autre à droite, pour le copilote. Pour calculer la vitesse, l'ADC a besoin de 2 valeurs : la pression statique et la pression totale. S’il manque une de ces valeurs, l'information de vitesse sera fausse. En particulier, si le tube qui permet d'évaluer la pression dynamique est bouché, l'ADC va réagir comme un altimètre et l'information de vitesse sera proportionnelle à l'altitude.

### Une erreur humaine

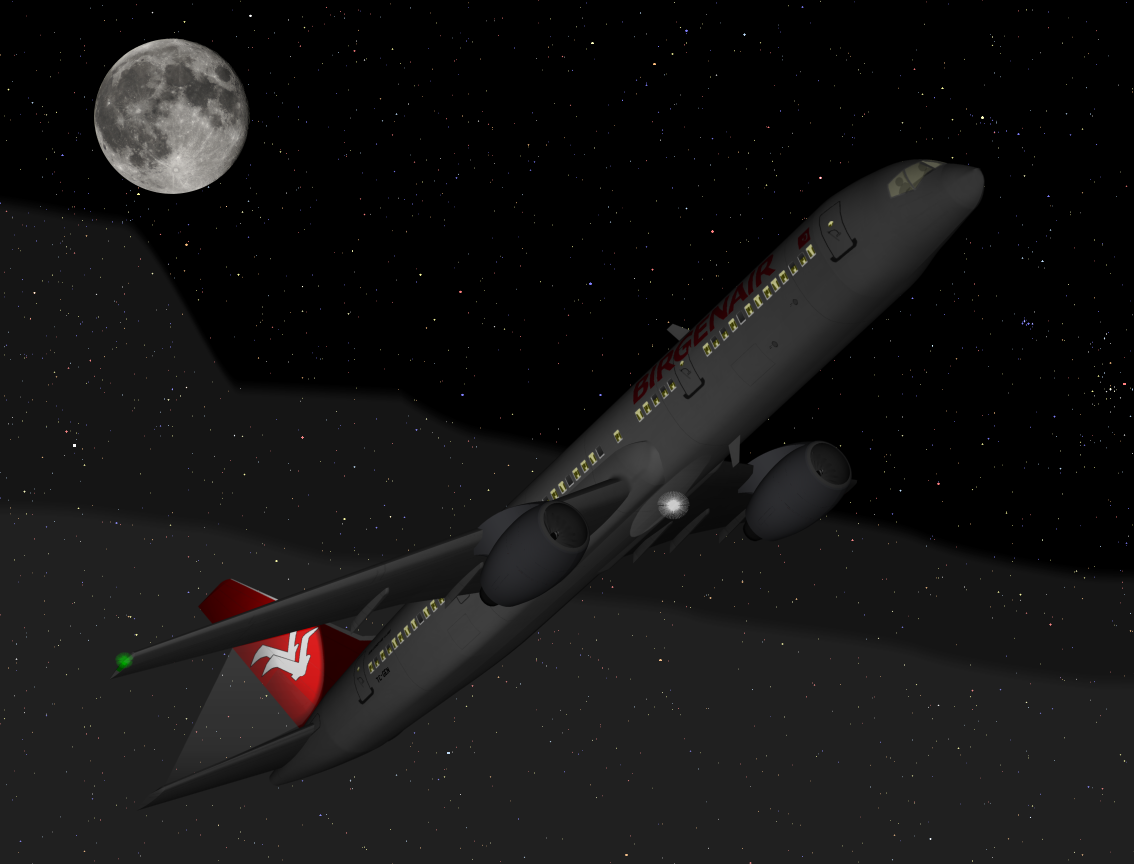
Représentation du 757 avant l'impact

Lors du décollage, alors que l'avion roule sur la piste, le commandant remarque que son ADC ne fonctionne pas : la valeur indiquée est 0. L'absence de la valeur de vitesse sur l'ADC du commandant est très grave et compromet l'utilisation de plusieurs fonctions de l'appareil, notamment le pilote automatique qui se base uniquement sur l'ADC gauche. Au lieu de stopper le décollage, la vitesse de l'avion n'étant que de 80 nœuds (148 km/h), ce qui était largement suffisant pour abandonner le décollage, le commandant demande au copilote si le sien marche et met les gaz. 
Une fois l'avion dans les airs, le commandant s'exclame que son ADC recommence à fonctionner, alors qu'il est évident qu'il réagit à l'altitude et indique une vitesse fausse. Le commandant active le pilote automatique, qui fonctionne quelques secondes jusqu'à ce que plusieurs alarmes se déclenchent simultanément, à une altitude de 4 500 pieds (1 371 m). 
L'ADC du copilote indique une vitesse de 220 nœuds (410 km/h), en diminution, alors que celui du commandant indique une valeur supérieure à 300 nœuds (560 km/h), en augmentation : le pilote automatique va donc réduire les gaz et cabrer à plus de 15°, ralentissant l'avion. Le commandant proclame que les deux valeurs sont fausses et ne tient donc pas compte de celle du copilote, qui elle, pourtant, est juste et indique une vitesse dangereusement basse. 
C'est alors que l'alarme de survitesse retentit, semant la confusion dans le cockpit, l'ADC gauche indiquant la vitesse erronée de 350 nœuds (650 km/h), alors que l'avion atteint les 4 700 pieds (1 400 m), tandis que celui de droite indique une vitesse correcte de 200 nœuds (370 km/h) et continuant de diminuer. Face à tous les avertissements contradictoires donnés par l'avion, le commandant de bord, alors en pleine confusion, a décidé de réduire la poussée des moteurs de l'avion, estimant qu'il vole trop vite.
L'alarme de décrochage retentit alors immédiatement, avertissant les pilotes que l'avion vole dangereusement lentement. De plus, le pilote automatique s'est rapidement désengagé. Alors que l’avion s’approchait de la vitesse de décrochage, sa trajectoire est devenue instable et il a commencé à descendre rapidement vers la mer. Le copilote et le pilote de relève, conscients de l'ampleur du problème, ont suggéré diverses méthodes pour sortir du décrochage, mais le commandant de bord les a toutes ignorées.
Environ 20 secondes avant le crash, le commandant de bord, qui commence à croire au décrochage, a finalement ordonné au copilote d'augmenter la poussée de l'avion au maximum. Mais étant donné la forte assiette à cabrer auquel l'avion était toujours lors de la chute, les moteurs ne peuvent pas aspirer suffisamment d'air et celui de gauche finit même par s'arrêter. Le moteur droit tournant à plein régime, l'avion s'incline sur son aile gauche et part dans une vrille impossible à contrôler. 
Il est alors trop tard ; le 757 descend en piqué à un angle de 80°, soit presque verticalement, et partiellement sur le dos. L'alarme de l'avertisseur de proximité du sol (GPWS) se déclenche et l'avion s'écrase à la surface de l'océan 8 secondes plus tard.

### Conclusions

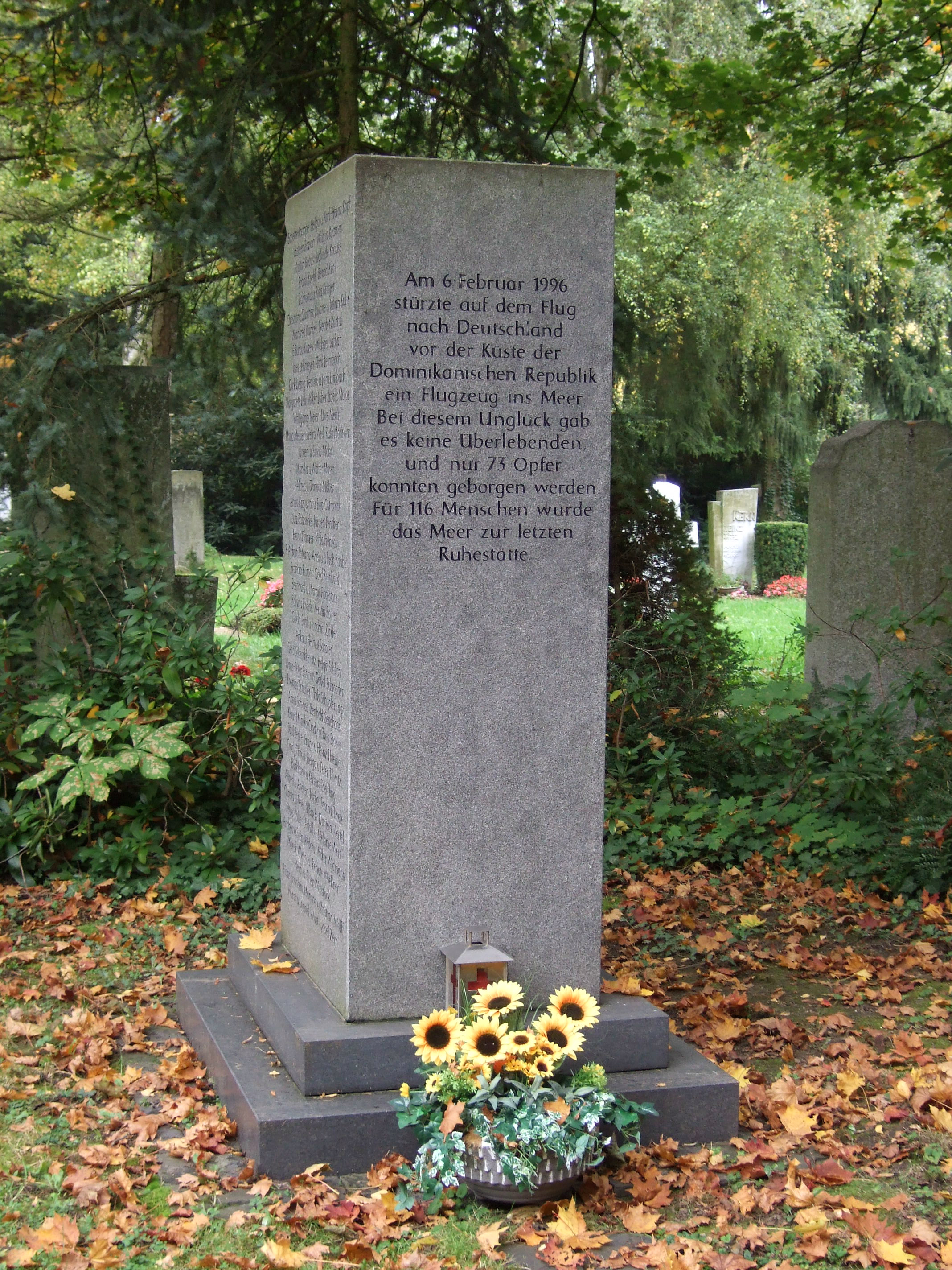
Mémorial pour les victimes du vol 301 au cimetière central de Francfort

La raison pour laquelle l'ADC ne donnait pas une valeur de vitesse correcte n'a pas été déterminée. Cependant, l'avion n'avait pas volé dans les vingt-cinq jours précédant le crash et le tube de Pitot n'avait pas reçu de protection, comme l'exige la procédure standard. 
Cela conduit les enquêteurs à penser qu'un nid d'insecte l'avait peut-être bouché: l'insecte le plus probable est une petite guêpe maçonne qui est abondante sous les tropiques et qui fait son nid dans une cavité tubulaire, quitte à maçonner un tube sur un support quand elle ne trouve pas de cavité adéquate,.

## Postérité

### Arrêt de la compagnie Birgenair
La compagnie est la cible des critiques à la suite de cet accident. Affaiblie financièrement, les réservations sur ses vols baissent drastiquement après l'accident et la société se déclare en faillite quelques mois plus tard.

### Médias
L'accident a fait l'objet d'un épisode dans la série télé Air Crash nommé « Tragédie dans les Caraïbes » (saison 5 - épisode 8).